# 向井亜紀事件
向井亜紀事件（むかいあきじけん）とは代理母出産で生まれた子供について、日本の戸籍における母親が出産した女性か卵子を提供した女性かについて争われた裁判。

## 概要
芸能人の向井亜紀は1994年にプロレスラーの高田延彦と結婚したが、2000年秋に子宮がんにかかっていることが判明したため子宮摘出手術を受けた。向井は子どもを産めなくなったが、将来的に代理母出産で子どもを持つことを考えて手術前に卵巣を保存していた。
2002年8月に向井の卵子による受精卵を第三者の女性の子宮に移植して出産してもらう代理母出産を行うことを表明。向井はアメリカ合衆国ネバダ州で代理母出産契約を結び、保存していた自分の卵子と夫の高田の精子とを体外受精させた上で、ネバダ州在住の30歳代のアメリカ人女性が代理母として妊娠して2003年11月下旬に双子の男児を出産した。向井夫妻はネバダ州の裁判所に親子関係確定の申し立てをして、ネバダ州の裁判所は向井夫妻を代理母から生まれた双子の男児の両親とする出生証明書を発行した。
向井夫妻は日本に帰国後に品川区に出生届を提出したが、2004年1月に品川区が不受理とした。そのため、向井夫妻は不受理を取り消すよう品川区長に求める家事審判を東京家裁に申し立てた。代理母から生まれた双子の男児は日本に入国してからは米国籍のパスポートを持ち、保護者が日本人という在留資格で暮らしていた。
2005年11月に東京家裁は向井夫妻の訴えを却下。向井夫妻は東京高裁に抗告した。
2006年9月29日に東京高裁は「日本の民法は生殖補助医療技術が存在しなかった時代に制定されたが、現在はこうした技術で人為的な操作による妊娠や出産が可能になっている」「法制定時に想定されていなかったからといって、人為的な操作による出生が日本の法秩序の中に受け入れられない理由とはならない」と判断し、厚生労働省の審議会で代理母出産を禁止する理由として挙げられた「子らの福祉の優先」「人をもっぱら生殖手段として扱うことの禁止」「安全性」「優生思想の排除」「商業主義の排除」「人間の尊厳」に向井夫妻のケースは当てはまらず、日本で代理母出産を禁止する規定が存在せず、代理妊娠を否定するだけの社会通念が確立されているともいえず、代理母が代理出産した子との間で親子関係や養育を望んでいない一方で、向井夫妻は子の出産直後から養育し、今後も実子として養育することを強く望んでいることから、向井夫妻を法律的な親として養育することが子供の福祉に最もかなっている」として品川区に向井夫妻が提出した出生届受理を命じる判決を言い渡した。品川区が上告した。
2007年3月23日に最高裁第二小法廷は実親子関係について「最も基本的な身分関係で、子の福祉にも重大な影響を及ぼす。明確な基準で一律に決めるべきもの。」「民法の解釈や判例から母子関係は出産という客観的事実により成立する」とし、「現在の民法の想定していない代理母出産に関して立法による速やかな対応が強く望まれる」とした上で向井夫妻の「アメリカにおける裁判の結果は日本の基本原則と相いれず、公秩序に反する」として実親子関係を認めたネバダ州の裁判所の判断は日本では効力は持たないと結論を出し、上告を破棄して向井夫妻が提出した出生届受理を認めないとする決定を言い渡して向井夫妻の敗訴が確定した。なお、津野修判事と古田佑紀判事は「代理出産が行われている国においては、代理出産した女性が自ら懐胎、出産した子に対して母親としての愛情を抱き、その引渡しを拒絶したり、反対に依頼者が引取りを拒絶するなど、様々な問題が発生しているという現実もある」「何ら法制度が整備されていない状況の下では、〔中略〕卵子を提供した女性を母とすることにはちゅうちょを感じざるを得ない」とする補足意見を出し、今井功判事は「本件子らと相手方らとの間の法的な実親子関係を認めることがその福祉にかなうということができるかもしれない」としながら「現行法の解釈として相手方らと本件子らとの間の実親子関係を法的に認めることは、現段階においては、〔中略〕否定的な意見も多い代理出産を結果的に追認することになるほか、関係者の間に未解決の法律問題を残すことになり、〔中略〕大いに疑問がある」とする補足意見を述べた。一方で3判事の補足意見として「特別養子縁組を成立させる余地は十分にある」と指摘した。
2009年3月に向井夫妻は特別養子縁組という形で双子の男児について代理母とその夫との実親子関係を終了した上で自分たちを戸籍上の養親としたことを発表した。